# West Acton
West Acton – stacja londyńskiego metra położona w północno-zachodniej części miasta, na trasie Central Line pomiędzy stacjami Ealing Broadway a North Acton. Znajduje się w dzielnicy Acton w gminie London Borough of Ealing, w trzeciej strefie biletowej, niedaleko stacji North Ealing, obsługiwanej przez Piccadilly line. 
26 lipca 2011 roku budynek stacji został wpisany na listę obiektów zabytkowych.

## Galeria

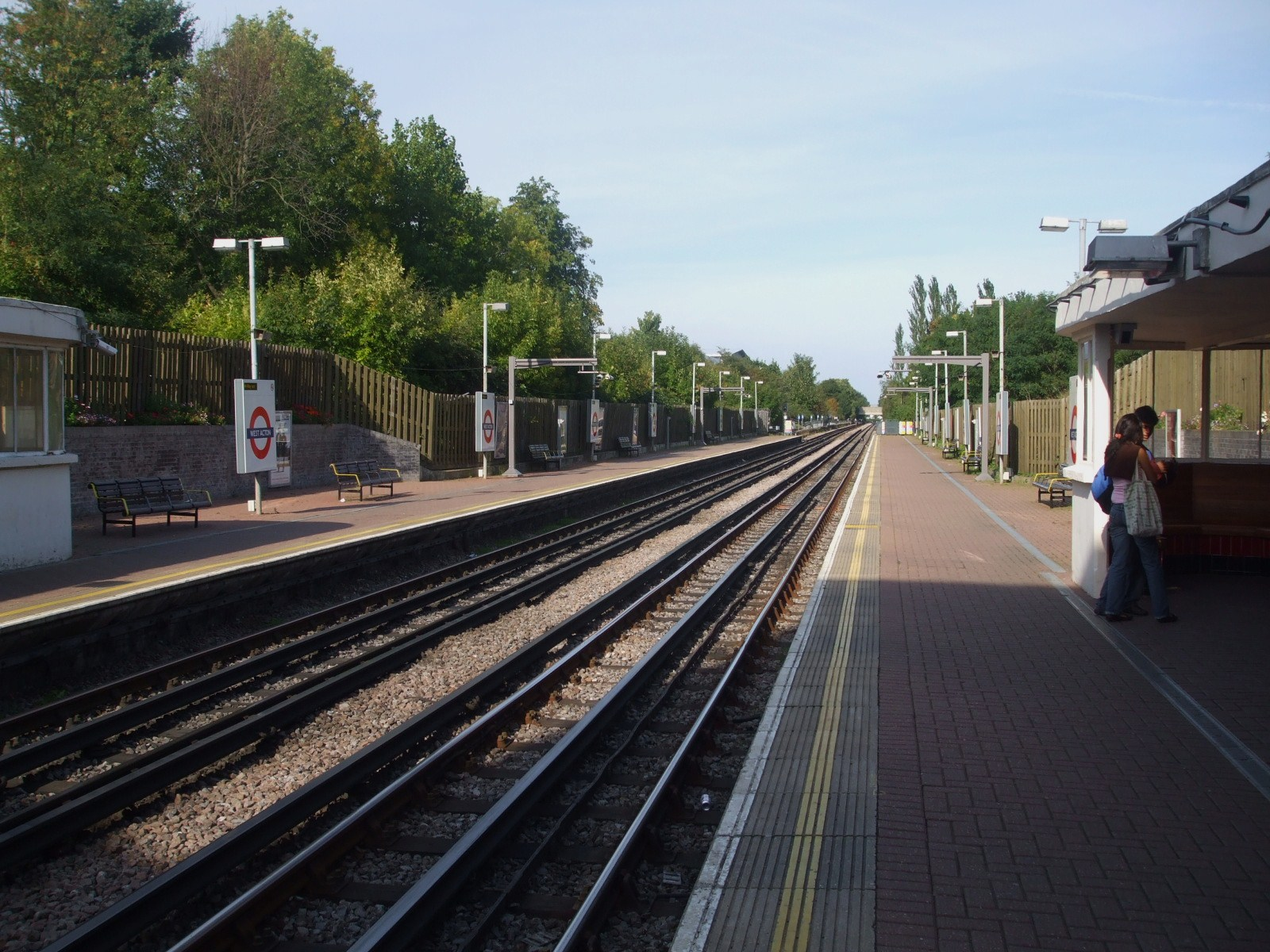
Widok na wschód
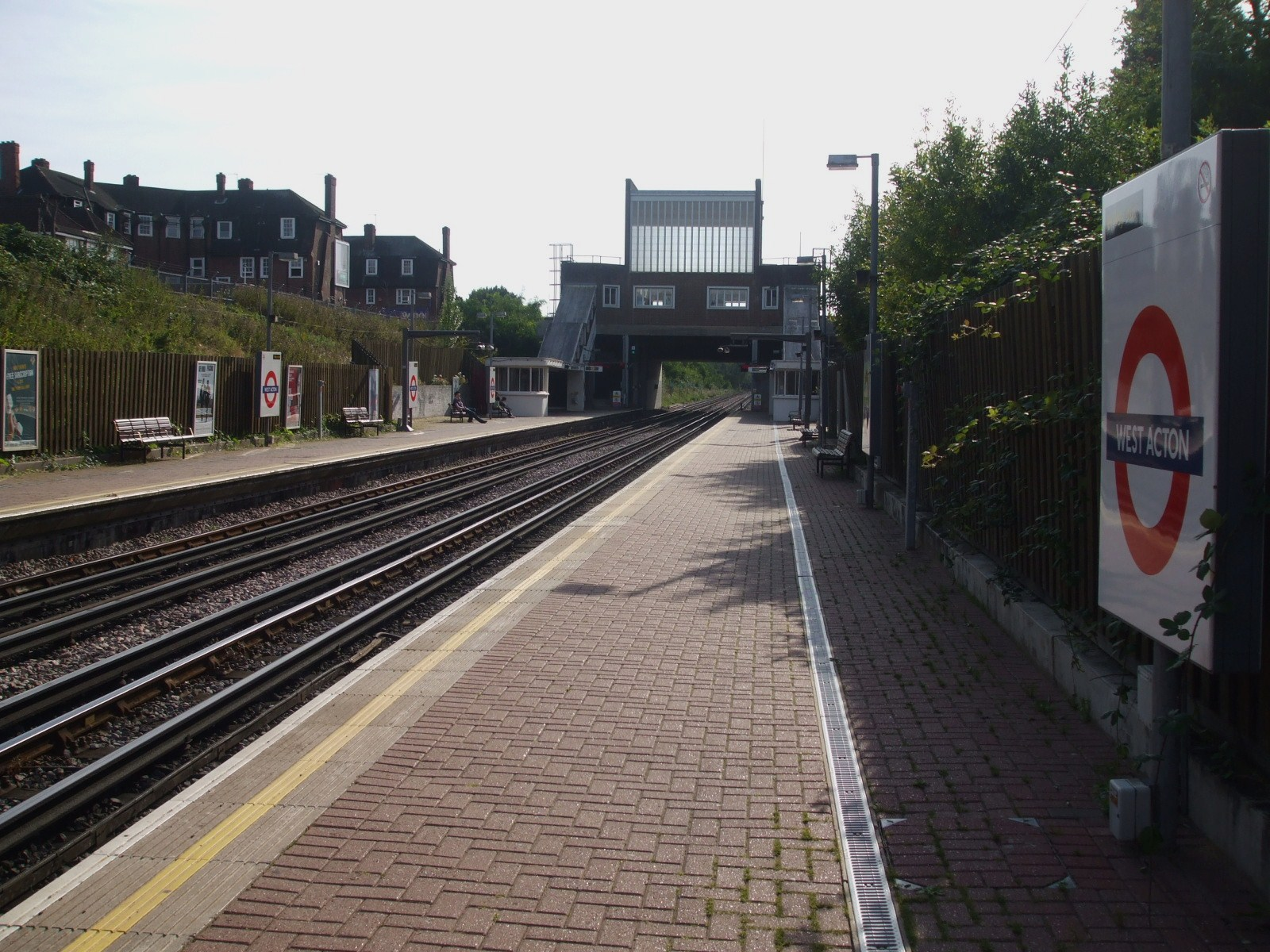
Widok na zachód
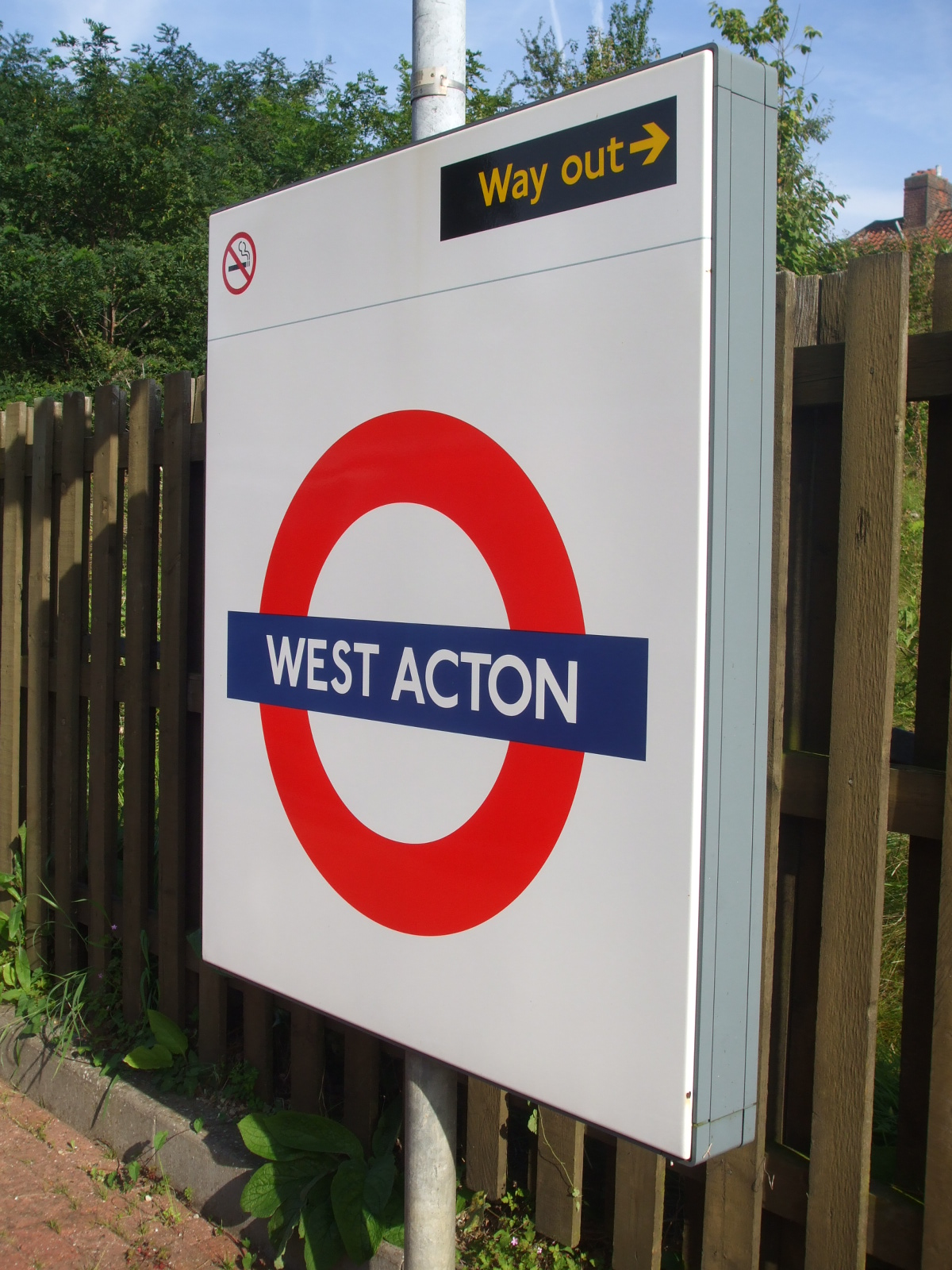
Symbol stacji